# Joan Lluís I d'Anhalt-Zerbst
Joan Lluís I d'Anhalt-Zerbst -en alemany Johann Ludwig I von Anhalt-Zerbst- (Zerbst, Anhalt-Zerbst, 4 de maig de 1656 - Dornburg, 1 de novembre de 1704) fou un príncep alemany de la Casa d'Ascània.
Després de la mort del seu pare el 1667, Joan Lluís va heretar el domini de Dornburg amb el títol de príncep. Però, com que era menor d'edat la seva mare va exercir de regent en nom seu i dels seus germans. El 1672, quan tenia setze anys, va iniciar un viatge per Europa, primer amb el seu germà gran Carles Guillem i després amb els altres germans Anton Günther i Adolf Joan. Els quatre prínceps es van convertir en convidats d'honor a la Cort de l'emperador Leopold I del Sacre Imperi Romanogermànic a Viena, on van tenir l'oportunitat de fer contactes i ampliar els seus coneixements. Durant la seva estada a Viena, Joan Lluís va fer viatges al Regne d'Hongria i sobretot a la península Itàlica, on va passar algun temps a la cort florentina amb el gran duc Cosme III. Dos anys més tard retornà a Zerbst, però a principis de 1681, any en què s'inicià la construcció del palau de Zerbst, va emprendre un nou viatge a Holanda i al Regne de França.
Per ell, la carrera militar no era una prioritat tot i que durant els seus viatges va visitar diverses fortaleses. No obstant això, el 1684 es va unir a l'exèrcit imperial amb el rang de capità. Probablement les motivacions econòmiques el van decidir a emprendre la carrera militar. Va servir en un regiment sota les ordres del general von Scharfenberg, i si bé la campanya va ser un desastre, li va servir per a agafar experiència. Dos anys després deixava l'exèrcit i se'n tornava a casa, on va iniciar la construcció del seu palau de Dornburg.

## Família
Va ser el sisè fill del príncep Joan VI d'Anhalt-Zerbst (1621-1667) i de Sofia Augusta de Schleswig-Holstein-Gottorp (1630-1680). En 23 de juliol de 1687 es va casar a Halle amb Cristina Elionor de Zeutsch (1666-1699), filla de Jordi Volrat de Zeutsch (1624-1689) i de Cristina Weissenbach (1625-1680), una noble família de Turíngia. El matrimoni va tenir set fills: 
- Joan Lluís II (1688-1746)
- Joan August (1689-1709)
- Cristià August (1690-1747), casat amb Joana Elisabet de Holstein-Gottorp (1712-1760).
- Cristià Lluís (1691-1710)
- Sofia Cristiana (1692-1747)
- Elionor Augusta (1694-1704)
- Joan Frederic (1695-1742), casat amb Caietana de Sperling.